# Николаев-2
«Никола́ев-2» (укр. «Миколаїв-2») — украинский муниципальный футбольный клуб из одноимённого города. Основан в 1993 году, как фарм-клуб МФК «Николаева». С 2017/18 по 2020/21 сезон выступал во Второй лиге Украины.

## История
Под названием «Эвис-2» клуб принял участие в Кубке Украины 1993-1994, где проиграл в 1/64 финала. В 1996 году под названием СК «Николаев-2» выступала в любительской лиге, где заняла последнее место в группе из трех команд, проиграла все матчи и снялась с соревнований после первой половины сезона.
МФК «Николаев-2» является второй лучшей командой в истории чемпионатов Николаевской области (после «Колоса» (Степное)). В сезонах 1998/99, 1999 (осень), 2000 и 2002 годах команда завоевывала серебряные медали областного чемпионата, а в сезоне 1995/96 была бронзовым призером соревнований, а в 2000 году команда стала финалистом Кубка Николаевской области. С сезона 2017/18 выступал во Второй лиге Украины.

## Достижения
Чемпионат Николаевской области
- Серебряный призер (4): 1998/99, 1999, 2000, 2002
- Бронзовый призер (1): 1995/96

Кубок Николаевской области
- Финалист (1): 2000

Открытый зимний чемпионат Николаевской области
- Победитель (1): 2004
- Серебряный призер (1): 2002
- Бронзовый призер (1): 2003

## Статистика выступлений
| Сезон   | Чемпионат Украины | Чемпионат Украины | Чемпионат Украины | Чемпионат Украины | Чемпионат Украины | Чемпионат Украины | Чемпионат Украины | Чемпионат Украины | Чемпионат Украины | Кубок Украины |
| Сезон   | Лига, этап        | Лига, этап        | Место             | Игры              | В                 | Н                 | П                 | РМ                | Очки              | Кубок Украины |
| 1993/94 | —                 | —                 | —                 | —                 | —                 | —                 | —                 | —                 | —                 | 1/64 финала   |
| 2017/18 | Вторая            | Группа Б          | 9                 | 33                | 10                | 7                 | 16                | 41−58             | 37                | —             |
| 2018/19 | Вторая            | Группа Б          | 9                 | 27                | 5                 | 5                 | 17                | 22−52             | 20                | —             |
| 2019/20 | Вторая            | Группа Б          | 7                 | 20                | 5                 | 8                 | 7                 | 18−32             | 23                | —             |
| 2020/21 | Вторая            | Группа Б          | 12                | 22                | 1                 | 5                 | 16                | 13−51             | 8                 | —             |